# Вестмінстерський палац
51°29′57.5″ пн. ш. 0°07′29.1″ зх. д. / 51.499306° пн. ш. 0.124750° зх. д.
Вестмінстерський палац (англ. Palace of Westminster) — будівля на північному березі річки Темзи в Лондонському районі Вестмінстер, де відбуваються засідання Британського парламенту. Сполучається з Трафальгарською площею вулицею Вайтхол. Архітектурний стиль — неоготика. Палац є власністю корони.

## Історія

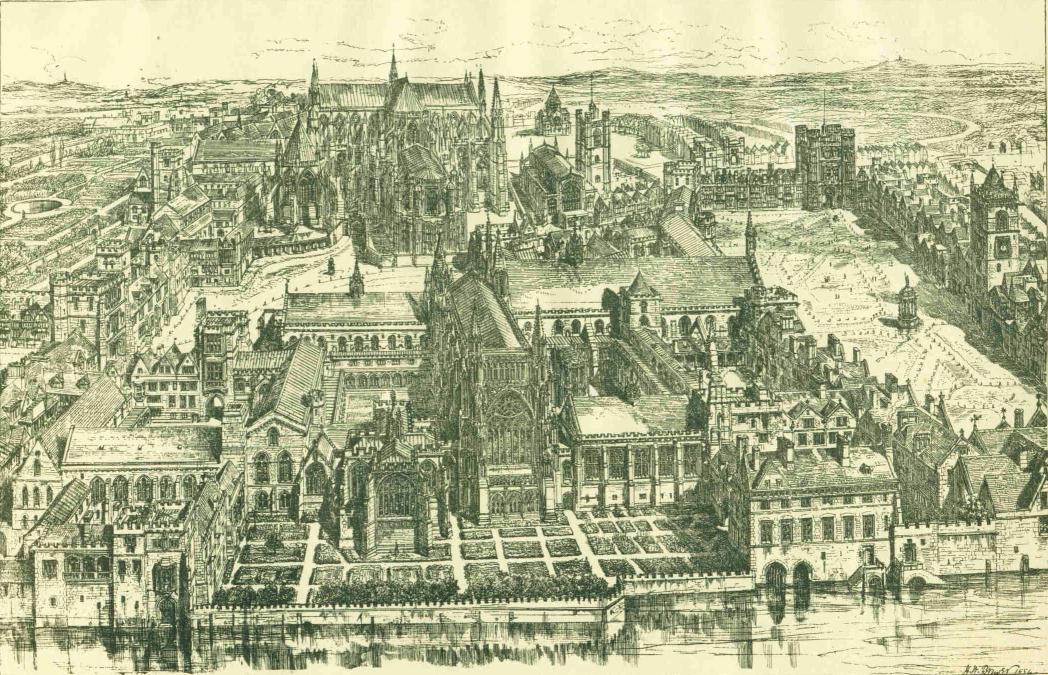
Гіпотетична реставрація Вестмінстера часів правління Генріха VIII. Каплиця Святого Стефана у центрі домінує над усією територією, Біла і Розмальована палати ліворуч та Вестмінстерська зала праворуч. Вестмінстерське абатство видно на задньому фоні

Стародавня назва місця, на якому знаходиться Вестмінстерський палац — острів Торні. Перший королівський палац на цьому місці побудував Канут Великий, король Данії, Англії та Норвегії під час свого правління у 1016—1035 роках. Едуард Сповідник, передостанній з Англо-саксонських монархів Англії, жив у цьому палаці тоді, коли будувалося Вестмінстерське абатство (1045-50 роки). Абатство дало нову назву цій місцевості, «Вестмінстер» (від West Minster — західна церква; східною церквою був Собор святого Павла). Найстарша зі збережених частин палацу, Вестмінстерська зала, належить до часів правління короля Вільгельма II.
До 1529 Вестмінстерський палац був столичною резиденцією англійських королів. Також тут збиралися попередники парламенту, королівська рада та парламент Симона де Монфора 1265 року. Перший офіційний парламент Англії зібрався в палаці у 1295 році, і з тих пір майже всі наступні парламенти Англії (з 1707 року Великої Британії) збиралися тут. З 1341 року Парламент розділився на Палату лордів і Палату громад.
Після пожежі 1834 палац перебудовано заново за неоготичним проектом Ч. Баррі та А. В. П'юджина. Від середньовічного палацу вціліли Вестмінстерська зала для прийомів (1097) та Вежа коштовностей (1366), що була збудована для зберігання казни Едуарда III.
В палаці близько 1100 приміщень, 100 сходів та 4,8 кілометра коридорів. З палацових веж найвідомішою є годинникова вежа — Біг-Бен. 1987 року палац та церква святої Маргарити (1486—1523), що розташовуються поряд, були визнані гідними включення до Списку всесвітньої спадщини ЮНЕСКО.

## Зовнішній вигляд палацу

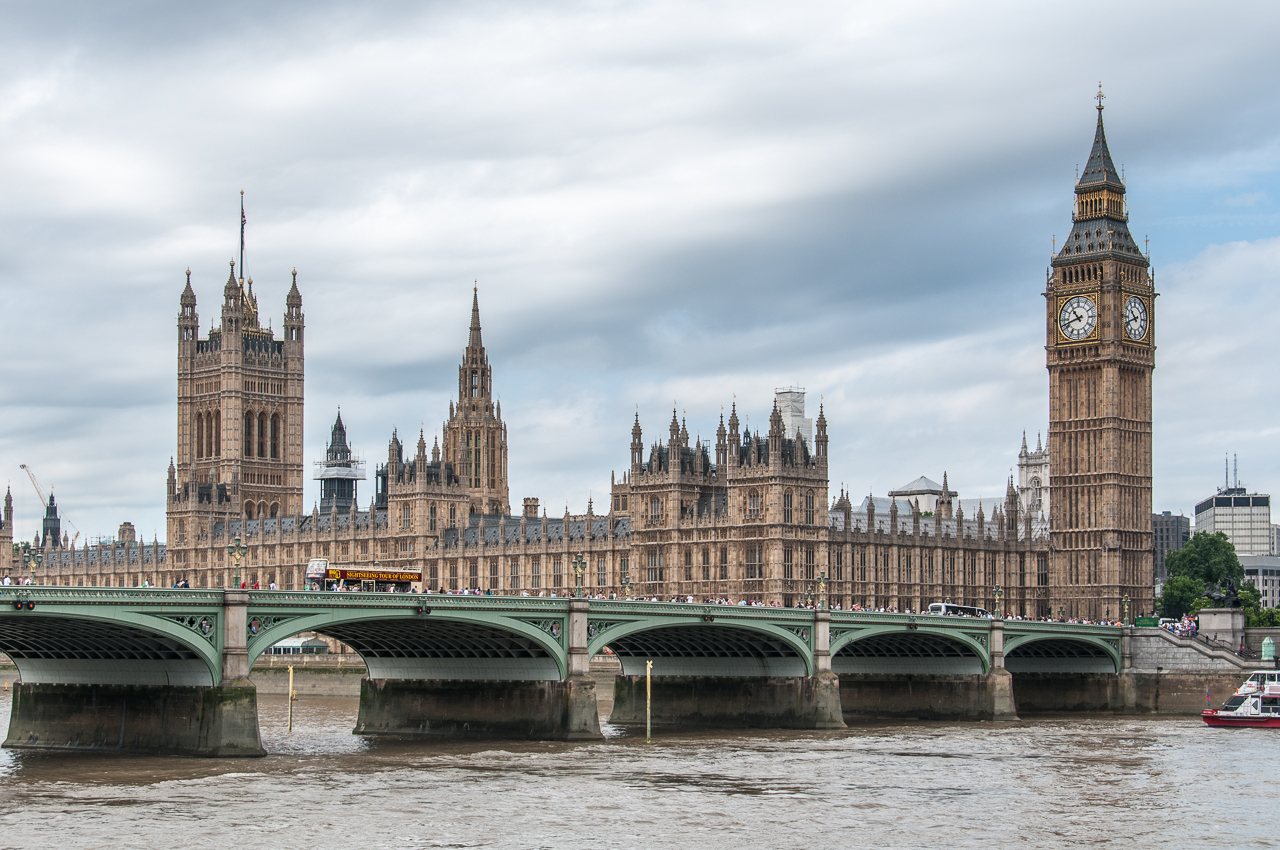
Будівля парламенту і Вестмінстерський міст

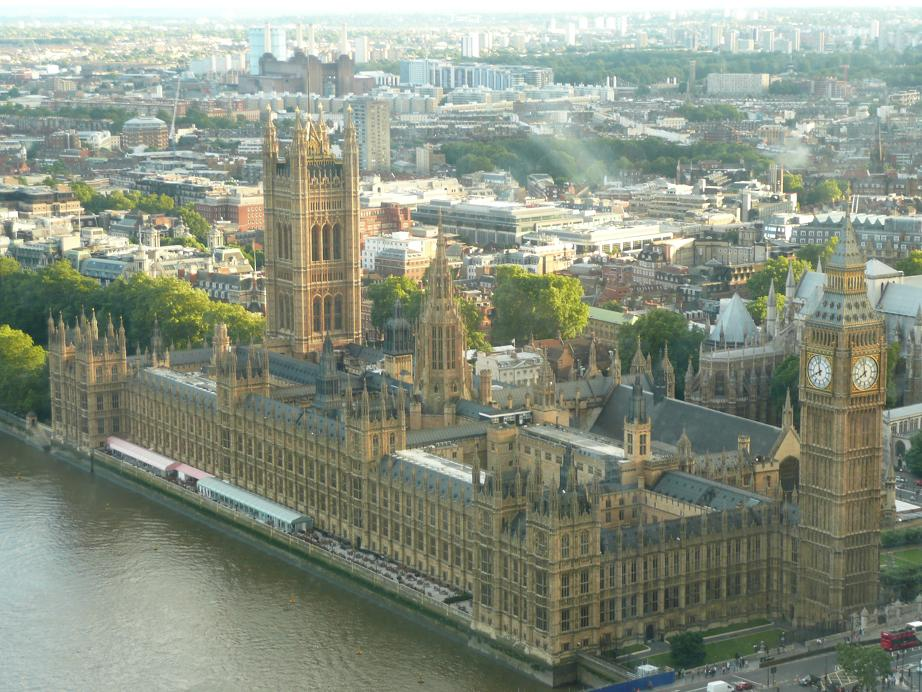
Вид на Вестмінстерський палац

Вестмінстерський палац має декілька веж, з яких три найвищих є основними. Найбільша і найвища з них — розташована в південно-західній частині палацу Вежа Вікторії висотою 98,5 метрів; її будівництво було завершене у 1858 році і на той момент це була найвища з некультових споруд у світі. В основі вежі розташований Вхід Суверена, проріз, виконаний у вигляді арки висотою 15 метрів і оточений статуями. Іншу частину вежі займають парламентські архіви; вони розташовані на 12-ти поверхах та містять близько трьох мільйонів документів, у тому числі оригінали всіх актів Парламенту, починаючи з 1497 року. На вершині чавунного пірамідального даху встановлений 22-метровий флагшток.
У північній частині розташовується Вежа Єлизавети, також відома як Біг-Бен. Вона дещо поступається вежі Вікторії за висотою (96 метрів) і є набагато тоншою. У ній встановлений Великий годинник Вестмінстера, створений Едуардом Джоном Дентом за креслениками годинникаря-аматора Едмунда Беккетта Денісона у 1859 році. Він показує час на чотирьох циферблатах з димчастого скла діаметром 7 метрів; у темну пору доби циферблати підсвічуються зсередини. Вежу Єлизавети спроектував Огастес П'юджин. Над годинником розташована дзвіниця з п'ятьма дзвонами; найбільший з них, масою 13,8 тонн, носить назву Біг-Бен, і ця назва часто вживається стосовно усієї вежі.
Восьмикутна Центральна вежа має висоту 91 метр і розташована посередині будівлі над Центральною залою. Вона була задумана як комин для чотирьохсот камінів, розміщених по усьому палацу, проте для виконання цього завдання виявилася малопридатною й виконує швидше декоративну функцію, слугуючи віссю для двох веж по краях будівлі. Також роль коминів виконують розташовані по усьому фасаду башточки.
Посередині західного фасаду палацу над одним з трьох входів в будівлю знаходиться Вежа св. Стефана. По кінцях фасаду, що виходить на Темзу, розташовані Вежа спікера (на північному кінці) та Вежа канцлера (на південному).

## План розташування приміщень палацу

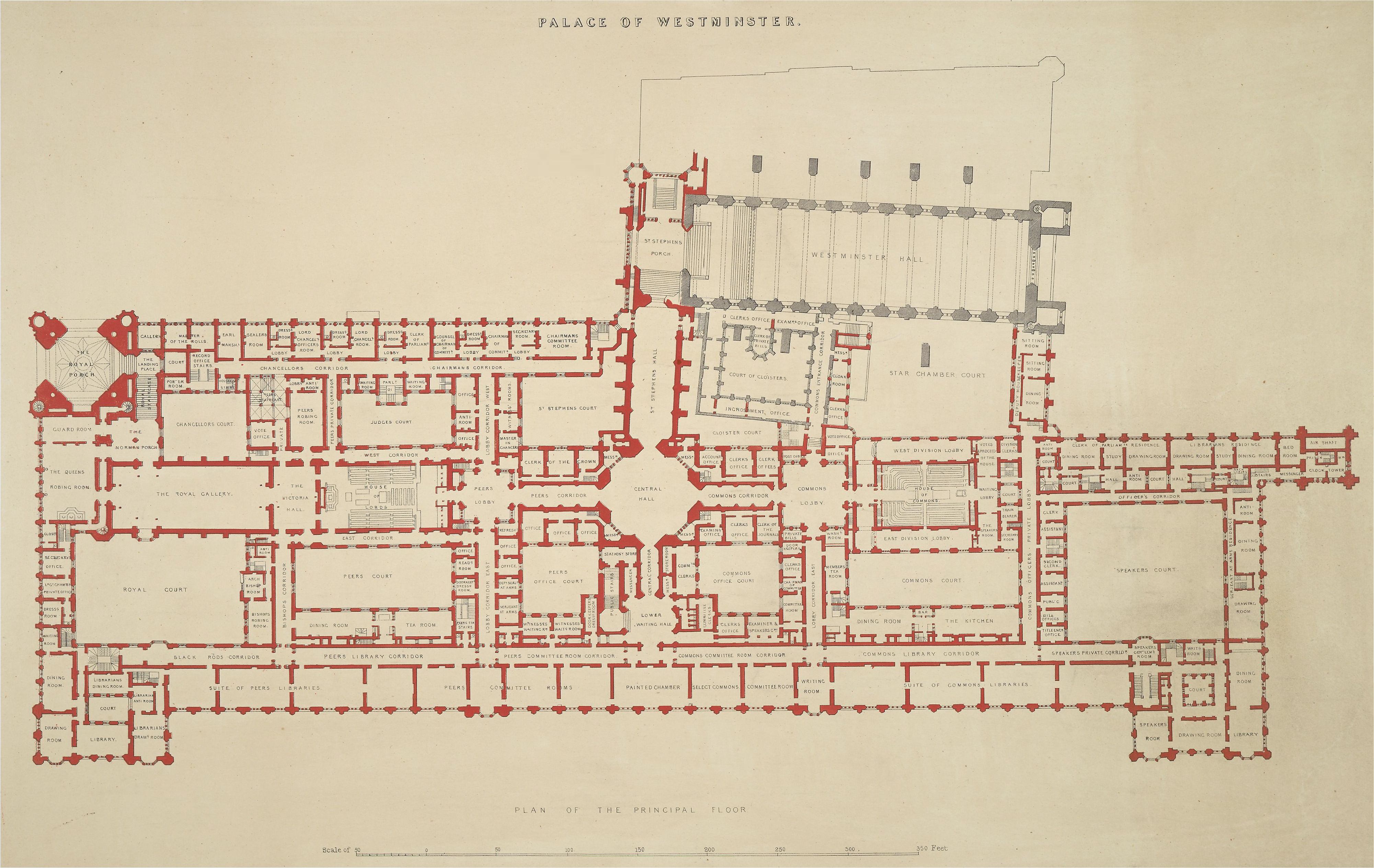
План другого (головного) поверху Вестмінстерського палацу

Найрозкішнішим входом до палацу є Вхід Суверена (англ. Sovereign's Entrance) в основі Вежі Вікторії, що веде до Королівського ґанку (зліва вгорі на плані). Через нього монарх Великої Британії в'їжджає на кареті для проведення щорічної церемонії відкриття Парламенту. Далі йдуть Королівські сходи, що ведуть нагору на Нормандський ґанок, а за ним — у Королівську кімнату для переодягання (англ. Queen's Robing Room). Це приміщення є південним кінцем (на плані лівим) головної осі палацу, що включає Центральну залу і зали засідань палат лордів і громад (на плані відповідно зліва і праворуч від Центральної зали).

### Королівська галерея
Північніше від Королівської кімнати для переодягання знаходиться Королівська галерея. Це одне з найбільших приміщень палацу (33,5 на 13,7 метра). Вона служить етапом королівської процесії у церемонії відкриття Парламенту, також використовується для звернень іноземних державних діячів, що прибули з візитом, до членів обох палат Парламенту. Стіни прикрашені двома фресками Деніела Маклайза: «Смерть Нельсона» і «Зустріч Артура Веллслі Веллінгтона і Блюхера». Уже відразу після завершення роботи над фресками вони почали руйнуватися через високу вологість та забруднення повітря і зараз вони стали майже монохромними. Крім фресок у галереї висять портрети усіх королів починаючи з Едуарда I, і стоять статуї королів, у роки правління яких відбулися великі битви, роботи скульптора Джона Берні Філіпа.

### Зала засідань Палати лордів
Зала засідань Палати лордів є розкішно прикрашена кімната розміром 13,7 на 24,4 метра. Тут, як і в інших приміщеннях лордів, домінує червоний колір. У південній стороні приміщення знаходиться трон під балдахіном, де під час церемонії відкриття Парламенту сидить монарх Великої Британії. Перед троном розташоване місце Лорда-спікера (до 2006 року — Лорда-канцлера), так званий «woolsack», прямокутна подушка, набита шерстю. Уздовж стін розташовані лави для перів, праворуч від Лорда-спікера — духовна сторона, ліворуч — світська. Духовну сторону займають Лорди духовні (архієпископи і єпископи) і члени правлячої партії з числа Лордів світських. Світську сторону займають члени опозиційних партій. Безпартійні пери (кросбенчери) займають лави навпроти місця Лорда-спікера.

### Кулуари перів
До Зали засідань Палати лордів з північного боку прилягають кулуари перів, вестибюль, де члени Палати лордів можуть обговорювати питання в неформальній обстановці. Це квадратне приміщення зі стороною 12 метрів і висотою 10 метрів, характерними рисами якого є мармурова підлога з трояндою Тюдорів посередині і масивні мідні двері вагою 1,5 тонни, що відокремлюють кулуари від Палати лордів. Коридором кулуари перів сполучаються з Центральною залою.

### Центральна зала

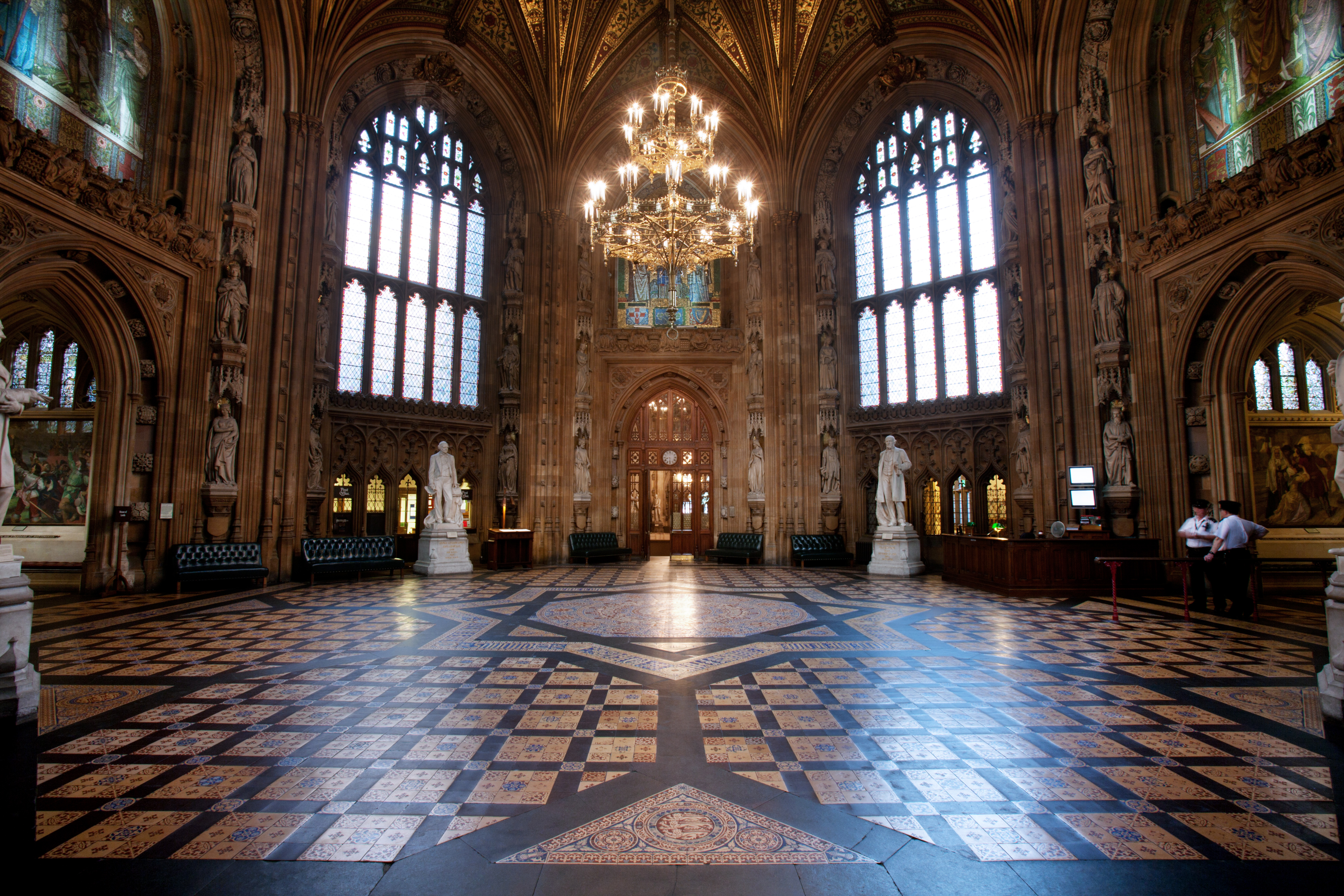
Центральна зала

Це восьмикутне приміщення прямо під Центральною вежею. Тут сходяться коридори, що ведуть до кулуарів Палати лордів і Палати громад, через західні двері виходить до зали св. Стефана і громадського входу у палац, а через східні — до нижньої зали очікування та бібліотеки. Діаметр зали має 18 метрів, а висота до центру склепіння стелі — 25 метрів. Над кожними з чотирьох дверей зали є мозаїка із зображеннями святих покровителів націй, які утворили Сполучене Королівство: св. Георгія для Англії, св. Андрія для Шотландії, св. Давида для Уельсу і св. Патрика для Північної Ірландії.

### Кулуари Палати громад
Симетрично до коридору і кулуарів перів розташовані коридор і кулуари Палати громад. Кулуари мають форму куба зі стороною 13,7 метра. Приміщення сильно постраждало від бомбардувань у 1941 році й було відновлене у спрощеному стилі; дверний проріз, що веде до Зали засідань Палати громад, був залишений невідремонтованим як нагадування про жахіття війни, по обидва боки від нього стоять статуї Вінстона Черчилля і Девіда Ллойда Джорджа, прем'єр-міністрів, які провели Велику Британію крізь Другу і Першу світові війни відповідно.

### Зала засідань Палати громад
Зала засідань Палати громад знаходиться у північній частині Вестмінстерського палацу; це приміщення було зруйноване у 1941 році й відновлене під керівництвом архітектора Джайлза Гілберта Скотта у 1950 році. Оформлення зали засідань Палати громад є значно скромнішим, ніж Зали засідань Палати лордів; тут переважає зелений колір. Таку колірну схему (червоний для верхньої палати, зелений — для нижньої) використовують й інші парламенти країн-членів Британської Співдружності націй — Індії, Канади, Австралії і Нової Зеландії. Розміри зали — 14 на 20,7 метра, уздовж стін йдуть лави для членів Палати громад, що вміщають 427 з 650 парламентаріїв (у випадках, коли потрібна присутність усіх членів Парламенту, ті, хто не помістився на лавках, стоять по кінцях зали). У північній частині Зали засідань знаходиться крісло спікера, а перед ним — стіл Палати. Члени правлячої партії (чи коаліції) сидять на лавках праворуч від спікера, а члени опозиції — зліва.

### Вестмінстерська зала

Вестмінстерська зала (1808)

Вестмінстерська зала (також вживається назва Вестмінстер-хол) є найстарішою із збережених частин палацу; його будівництво розпочалось у 1097-му й було завершене у 1099-му році. Щодо архітектури, то його унікальною особливістю є дах. На початках дах підтримували два ряди колон, однак під час правління Річарда II він був замінений на складну конструкцію з дубових стропил, що підтримувались підбалками. Склепіння такого типу (англ. Hammerbeam roof) є характерними для англійської середньовічної архітектури, і Вестмінстерська зала — найбільший з її зразків, розміри даху становлять 20,7 на 73,2 метра. Зведення даху було завершене у 1393 році королівським теслею Г'ю Герландом. Площа Вестмінстерської зали становить 1547 м².
Вестмінстерська зала виконувала різні функції. Тут засідали три найважливіших суди Великої Британії (вестмінстерські суди): Суд королівської лави, Суд загальних позовів і Суд казначейства. У 1875 році вони були об'єднані у Верховний суд, який засідав тут до 1882 року. Також тут вирішувались питання імпічменту та проходили державні судові розгляди, зокрема суди над Карлом I (1649), Вільямом Воллесом (1305), Томасом Мором (1535), кардиналом Джоном Фішером, Гаєм Фоксом (1606), Томасом Вентуортом, повсталими шотландськими лордами та Ворреном Гастінгсом (1788-95).
У XII—XIX століттях тут проходили бенкети з нагоди коронації; останній такий бенкет відбувся у 1821 році на честь Георга IV. Також у Вестмінстерській залі відбуваються важливі державні церемонії: звернення обох палат парламенту до монарха, звернення глав інших держав до парламентарів, прощання з тілом померлих монархів та важливих державних діячів.

## Вежа коштовностей

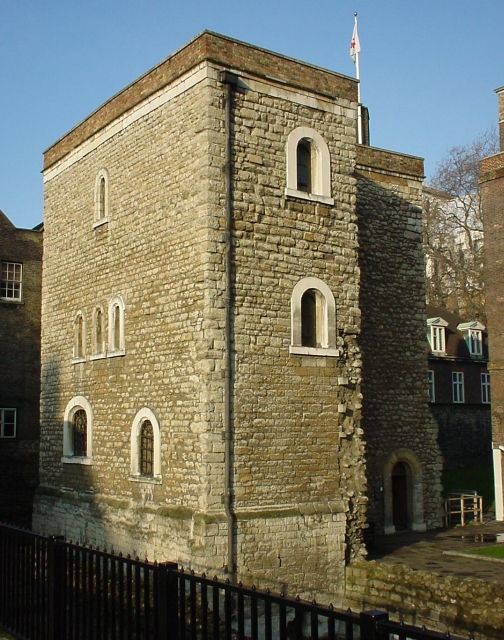
Вежа коштовностей

Вежею коштовностей — це триповерхова будівля поруч з Вестмінстерським палацом. ЇЇ спорудили у 1365-66 роках для зберігання особистих коштовностей Едуарда III. Спочатку вона була оточена ровом, який заповнювала вода з Темзи. Англійські монархи використовували будівлю до 1512 року. Наприкінці XVI століття вежу почали використовувати для зберігання архівів Палати лордів, завдяки чому ці архіви вціліли під час пожежі 1834 року, на відміну від архівів Палати громад. Після пожежі документи були переміщені у Вежу Вікторії, а у Вежі коштовностей розміщалось (з 1869 по 1938 рік) Управління мір і ваг (Standard Weights and Measures Department). Після Другої світової війни будівля була відреставрована та стала відкритою для туристів.